# Sing for You
Sing for You es el segundo álbum especial de invierno y el cuarto EP de la boy band chino-surcoreana EXO. El álbum fue lanzado por la discográfica S.M. Entertainment en dos versiones, Coreano y Mandarín el 10 de diciembre de 2015. En ese momento, Sing for You contó con las mayores ventas en su primera semana registradas por el sitio web de monitoreo, Hanteo.

## Antecedentes y lanzamiento
El 24 de noviembre de 2015, EXO confirma el próximo lanzamiento del segundo álbum especial de invierno, después de Miracles in December (2013). Imágenes del teaser para el álbum comenzaron a liberarse el 2 de diciembre. La lista de canciones del álbum, incluyen cuatro nuevas canciones y una pista extra «Lightsaber», previamente publicado en noviembre, fue anunciado el 7 de diciembre. Los vídeos musicales y el teaser de la canción del álbum «Sing for You», fueron lanzados el 8 y 9 de diciembre respectivamente.

## Promoción
El 10 de diciembre de 2015, poco después del lanzamiento de Sing for You, EXO celebró un escaparate con una audiencia de 1500 personas, para promover el álbum en el Lotte World en Seúl, Corea del Sur. El escaparate fue transmitido usando la aplicación móvil 'V' de Naver y luego el récord como la transmisión en vivo más vista a lo largo de la aplicación. EXO comenzó a promover las canciones «Sing for You» y «Unfair» en programas musicales de Corea el 12 y 18 de diciembre respectivamente.

## Ventas
Sing for You rompió el récord de Exodus. El segundo álbum de estudio de EXO, ocupó anteriormente como el álbum con las mayores ventas de la primera semana registrados por el sitio web de monitoreo de ventas de álbumes de Corea Hanteo con más de 267.900 copias.

## Lista de canciones
| Versión Coreana |                            |                               |                                                        |          |  |
| N.º             | Título                     | Letras                        | Música                                                 | Duración |  |
| 1.              | «Unfair» (불공평해)        | Deanfluenza                   | Deanfluenza, Beat & Keys                               | 3:02     |  |
| 2.              | «Sing for You»             | Kenzie                        | Matthew Tishler, Felicia Barton, Aaron Benward, Kenzie | 3:55     |  |
| 3.              | «Girl x Friend»            | Je Yi-kyu, Seo-lim, Ji Ye-won | LDN Noise, Adrian Mckinnon, Tay Jasper, Shaun          | 3:42     |  |
| 4.              | «On the Snow» (발자국)     | Ryu Da-som                    | LDN Noise, Andrew Choi, Ylva Dimberg                   | 3:23     |  |
| 5.              | «Lightsaber» (Pista extra) | Chanyeol, MQ, Jung Ju-hee     | LDN Noise, Adrian Mckinnon                             | 3:05     |  |

| Versión China |                            |                               |                                                        |          |  |
| N.º           | Título                     | Letras                        | Música                                                 | Duración |  |
| 1.            | «Unfair» (偏心)            | Deanfluenza                   | Deanfluenza, Beat & Keys                               | 3:02     |  |
| 2.            | «Sing for You» (爲Ni而唱)  | Kenzie                        | Matthew Tishler, Felicia Barton, Aaron Benward, Kenzie | 3:55     |  |
| 3.            | «Girl x Friend» (女 x 友)  | Je Yi-kyu, Seo-lim, Ji Ye-won | LDN Noise, Adrian Mckinnon, Tay Jasper, Shaun          | 3:42     |  |
| 4.            | «On the Snow» (脚印)       | Ryu Da-som                    | LDN Noise, Andrew Choi, Ylva Dimberg                   | 3:23     |  |
| 5.            | «Lightsaber» (pista extra) | Chanyeol, MQ, Jung Ju-hee     | LDN Noise, Adrian Mckinnon                             | 3:05     |  |

## Gráficos
| Lista                     | Posición        | Posición      |
| Lista                     | Versión Coreana | Versión China |
| ------------------------- | --------------- | ------------- |
| Gaon Weekly Album Chart   | 1               | 2             |
| Oricon Weekly Album Chart | 6               | 12            |

| Lista                       | Posición |
| --------------------------- | -------- |
| Billboard World Album Chart | 6        |

## Historial de lanzamiento
| Región        | Fecha                   | Formato              | Discográfica                 |
| ------------- | ----------------------- | -------------------- | ---------------------------- |
| Corea del Sur | 10 de diciembre de 2015 | CD, descarga digital | S.M. Entertainment, KT Music |
| Todo el mundo | 10 de diciembre de 2015 | Descarga digital     | S.M. Entertainment           |